# Мілан — Турин
Мілан — Турин (італ. Milano–Torino) — одноденна шосейна велогонка, що проходить щороку на півночі Італії між містами Мілан та Турин. Маршрут перегонів становить 199 км. Перші змагання пройшли у 1876 році. Вони є найстарішими велоперегонами в Італії та одними з найдавніших у світі. Захід організовується медіагрупою RCS, якій зокрема належить газета «La Gazzetta dello Sport».

## Історія
Вперше велоперегони Мілан — Турин провели у 1876році. Першим переможцем гонки був Паоло Магретті. Настурні змагання провели тільки в 1894-му році, через 18 років після першого. Першим неіталійським переможцем став в 1911-му році французький велогонщик Анрі Пеллісьє. Частіше за інших гонку вигравав Константе Джирарденго, на його рахунку п'ять перемогу на «Мілан — Турин».
Спершу «Мілан —Турин» проводили навесні, безпосередньо перед змаганнями «Мілан — Сан-Ремо», але в другій половині 80-х її перенесли на осінь. Однак, у 2005 перегони знову проходили навесні. У 2007 році перемогу здобув Данило ді Лука і після цього «Мілан — Турин» не проводилася п'ять років через фінансову кризу. У 2012-му гонка повернулася в календар UCI, проводиться вона тепер за кілька днів до «Джиро ді Ломбардія».

## Характеристика перегонів
Гонщикам належить проїхати майже 200 км з передмістя Мілана Сан-Джуліано-Міланезе до 600-метрового пагорбу Суперга, який розташований неподалік Турина. Перші 162 км є майже абсолютно рівнинними. На 163-му кілометрі починається горбиста місцевість. Підйом має протяжність 4,9 кілометра і середній градієнт 9,1 %.
Відносно плоский профіль всього маршруту робить гонку однією з найшвидших у всьому циклі — у 1999 році швейцарський велогонщик Маркус Цберг досяг середньої швидкості 45,75 км/год.

## Переможці
Серед переможців переважно італійські гонщики. Станом на 2016 рік неіталійці перемагали 18 разів, і це, в основному, в останні роки.
- 1876:  Паоло Магретті
- 1894:  Луїджи Аїральді
- 1896:  Джованні Моро
- 1903:  Джованні Джербі
- 1905:  Джованні Россіньолі
- 1911:  Анрі Пеліссьє
- 1913:  Джузеппе Ацціні
- 1914:  Константе Джирарденго
- 1915:  Константе Джирарденго (2)
- 1917:  Оскар Егг
- 1918:  Гаетано Беллоні
- 1919:  Константе Джирарденго (3)
- 1920:  Константе Джирарденго (4)
- 1921:  Федеріко Гай
- 1922:  Адріано Дзанага
- 1923:  Константе Джирарденго (5)
- 1924:  Федеріко Гай (2)
- 1925:  Адріано Дзанага (2)
- 1931:  Джузеппе Гралья
- 1932:  Джузеппе Ольмо
- 1933:  Джузеппе Гралья (2)
- 1934:  Марко Чипріані
- 1935:  Джованні Готті
- 1936:  Чезаре Дель Канчія
- 1937:  Джузеппе Мартано
- 1938:  П'єріно Фаваллі
- 1939:  П'єріно Фаваллі (2)
- 1940:  П'єріно Фаваллі (3)
- 1941:  П'єтро К'яппіні
- 1942:  П'єтро К'яппіні (2)
- 1945:  Віто Ортеллі
- 1946:  Віто Ортеллі (2)
- 1947:  Італо Де Дзан
- 1948:  Серджио Маджині
- 1949:  Луїджи Казола
- 1950:  Адольфо Гроссо
- 1951:  Фіоренцо Маньї
- 1952:  Альдо Біні
- 1953:  Лючиано Маджині
- 1954:  Агостино Колетто
- 1955:  Клето Мауле
- 1956:  Фердинанд Кюблер
- 1957:  Мігель Поблет
- 1958:  Агостино Колетто (2)
- 1959:  Нелло Фаббрі
- 1960:  Арнальдо Памб'янко
- 1961:  Вальтер Мартін
- 1962:  Франко Бальмаміон
- 1963:  Франко Крібіорі
- 1964:  Валентин Уріона
- 1965:  Віто Такконе
- 1966:  Маріно Вінья
- 1967:  Джанні Мотта
- 1968:  Франко Бітоззі
- 1969:  Клаудіо Мікелотто
- 1970:  Лючиано Армані
- 1971:  Жорж Пінтен
- 1972:  Роже Де Вламінк
- 1973:  Марчелло Бергамо
- 1974:  Роже Де Вламінк (2)
- 1975:  Владиміро Паніцца
- 1976:  Енріко Паоліни
- 1977:  Рік Ван Лінден
- 1978:  П'єріно Гавацці
- 1979:  Адольфо Ванді
- 1980:  Джованні Баттальїн
- 1981:  Джузеппе Мартинеллі
- 1982:  Джузеппе Сарроні
- 1983:  Франческо Мозер
- 1984:  Паоло Розола
- 1985:  Даніеле Кароні
- 1987:  Філ Андерсон
- 1988:  Рольф Гельц
- 1989:  Рольф Гельц (2)
- 1990:  Мауро Джанетті
- 1991:  Давиде Кассані
- 1992:  Джанні Буньо
- 1993:  Рольф Серенсен
- 1994:  Франческо Казагранде
- 1995:  Стефано Дзаніні
- 1996:  Даніеле Нарделло
- 1997:  Лоран Жалабер
- 1998:  Нікі Еберзольд
- 1999:  Маркус Цберг
- 2001:  Мірко Челестіно
- 2002:  Мікеле Бартолі
- 2003:  Мірко Челестіно (2)
- 2004:  Маркос Серрано
- 2005:  Фабіо Саккі
- 2006:  Ігор Астарлоа
- 2007:  Данило ді Лука
- 2012:  Альберто Контадор
- 2013:  Дієго Уліссі
- 2014:  Джампаоло Карузо
- 2015:  Дієго Роза
- 2016:  Мігель Анхель Лопес
- 2017:  Рігоберто Уран
- 2018:  Тібо Піно
- 2019:  Майкл Вудс
- 2020:  Арно Демар
- 2021:  Примож Роглич
- 2022:  Марк Кавендіш
- 2023:  Арвід де Клейн
- 2024:  Альберто Беттіоль

### Переможці за країною
| Перемоги | Країна                                                     |
| -------- | ---------------------------------------------------------- |
| 74       | Італія                                                     |
| 5        | Іспанія Швейцарія                                          |
| 4        | Бельгія Франція                                            |
| 2        | Колумбія Люксембург ФРН                                    |
| 1        | Австралія Канада Данія Велика Британія Нідерланди Словенія |